# General Maynard
General Maynard é um município brasileiro do estado de Sergipe. Localiza-se no leste do estado. O nome é em homenagem ao General Augusto Maynard Gomes, governador e senador por duas vezes por Sergipe. É o menor município do estado.

## História
Existem duas versões para explicar a ocupação do território que hoje pertence ao município: na primeira delas, segundo estórias populares, o povoado "Marcação" (que viria a se tornar General Maynard) surgiu no início do século XIX, na divisa entre as terras de Japaratuba com o Catete, às margens do rio Papatu (atual Japaratuba); na época o local era ponto de encontro de tropeiros que viajavam por Santo Amaro,
Laranjeiras, Maruim, Aracaju e Propriá; daí o nome "Marcação". A localidade não era desabitada pois existiam vários engenhos de açúcar, mas foram os moradores dos municípios vizinhos, que chegavam pela estrada até a marcação dos tropeiros quem formaram a primeira povoação, construindo seus casebres à margem dessa estrada. Em outra versão descrita por historiadores, o povoado Marcação teve início no final do século XVIII, na fase de ascensão do açúcar; o rico solo da região atraiu fazendeiros para o cultivo da cana-de-açúcar, os trabalhadores das fazendas e engenhos se instalaram nas proximidades atraindo ainda pequenos comerciantes para a localidade.
No início do século XX a localidade era relativamnete desenvolvida, em 1917 foi criada a primeira escola pública; em 1921 o padre João de Deus tomou a frente na construção da Igreja Matriz dedicada a São João Batista. Antes mesmo da construção da igreja já havia uma cruz de madeira (o Cruzeiro) em frente ao seu terreno, ninguém sabe ao certo que a construiu, se fiéis ou jesuítas da região, mas a mesma deu origem a uma festa tradicional na região, a "Festa do Cruzeiro".
A localidade Marcação pertencia ao município de Rosário do Catete e era bastante populoso à época de sua emancipação (cujos motivos foram políticos); a divisão de votos entre lideranças políticas era o grande motivo da criação de vários municípios nessa época, e Marcação que geralmente decidia as eleições de Rosário do Catete não foi exceção. Acatado pela Assembleia Legislativa Estadual e sancionado pelo Governo estadual foi elevado à categoria de município com a denominação de General Maynard, pela lei estadual nº 1229, de 21 de novembro de 1963, desmembrado de Rosário do Catete. O nome do município foi uma homenagem a Augusto Maynard Gomes, general do exército brasileiro, nascido no Engenho Campo Redondo em Marcação que foi interventor, governador e senador por Sergipe. Na época seus moradores ficaram revoltados por não terem sidos consultados a respeito da mudança do nome da cidade.
Somente nas décadas de 50 e 60 do século XX é que outros marcos de desenvolvimento chegaram à região, como a energia elétrica e a caixa D´água municipal, o primeiro posto médico, o mercado municipal e o posto policial.

## Geografia
O município apresenta temperatura média anual de 25 °C e precipitação média de chuvas de 1400mm/ano, mas intensos no período de março a agosto (outono-inverno). Seu relevo é representado por colinas, áreas tabulares, e relevo plano formado por depósitos sedimentares costeiros e das bacias da região; com vegetação de capoeira, caatinga e mata. O município encontra-se na bacia do rio Japaratuba, com o Riachão e o Siriri como outros principais rios da região.

## Economia
As principais receitas do município são geradas pela agricultura (coco e principalmente a cana-de-açúcar), pecuária (bovinos e eqüinos), avicultura (galináceos) e mineração (exploração de petróleo e gás). De localização pouco privilegiada e distante do acesso à BR 101, O município tem apresentado um desenvolvimento lento nos últimos anos, os grandes produtores agrícolas e pecuaristas sequer residem na cidade, seus habitantes em parte se empregam na prefeitura do município ou comércio e serviços de Carmópolis.

## Atrações
- Festa do Cruzeiro (6 de março)
- Festas Juninas
- aniversario da cidade (21 de novembro)